# Agave toumeyana
Espèce
Statut de conservation UICN

LC : Préoccupation mineure
Agave toumeyana est une espèce de plante de la famille des Asparagaceae. Il est endémique du centre de l'Arizona.

## Description
Agave toumeyana forme des touffes denses de rosettes, mesurant rarement plus de 50  cm de hauteur. Les tiges florales peuvent atteindre 3 mètres, portant des fleurs blanc verdâtre,,. La plante a été nommée en l'honneur de James W. Toumey.

### Sous espèces
- Agave coetocapnia subsp. clivicola
- Agave coetocapnia subsp. pueblensis